# 尼科卡多·酪梨
尼古拉斯·佩里（英語：Nicholas Perry、1992年5月19日—），網名Nikocado Avocado，是一名烏克蘭出生的美國網絡紅人和YouTuber，以其在YouTube上的吃播影片聞名。截至2024年9月，佩里在六個YouTube頻道上累計了超過388萬訂閱者，影片總觀看次數超過25億次。他的影片內容以誇張的喜劇和戲劇表現為特色，尤其是展示自己逐漸增加的體重。這使他在其他社群平台上也獲得關注，累計超過100億次觀看。

## 經歷
佩里出生於烏克蘭，後在嬰兒時期被美國家庭收養，並在賓夕法尼亞州長大。他自幼對音樂表現出濃厚興趣，並在大學時期主修表演藝術。佩里最初的職業夢想是成為小提琴家，並在2011年至2012年期間以自由小提琴家的身份謀生，期間還曾在家得寶工作。為了追求音樂夢想，佩里於2013年搬到紐約市，期望能在百老匯管弦樂團中找到一席之地。然而當意識自己難以在音樂產業中立足後，導致他逐漸放棄了夢想。
2016年，佩里透過Facebook的素食群組認識了奧林·霍姆（Orlin Home）。兩人經過幾個月的線上交流後決定在伍德斯托克水果節會面，隨即開始了一段感情關係。會面之後，他們一起前往中美洲旅行，並在2014年決定定居哥倫比亞。為此，佩里徹底放棄了音樂事業，他與霍姆於2017年4月10日結婚，佩里此後將更多的時間投入網路事業。

### 網路事業
霍姆本身就是一名YouTuber，並鼓勵佩里在2014年開設自己的頻道。佩里選擇了「Nikocado Avocado」這個名字，最初的影像內容主要圍繞素食生活方式和音樂表演。然而，佩里很快就對素食社群產生了失望情緒，特別是他在2016年9月1日發布的影片中，詳細解釋了為何不再願意成為素食YouTuber。他在影片中指出，該社區「失衡、充滿敵意且精神不穩定」並並決定將影片主題轉向其他內容。
自2016年起，佩里開始錄製吃播影片，迅速在這一新興的網絡潮流中脫穎而出，成為首批參與此類內容的美國男性之一。他的第一支影片在短短幾週內便獲得了50,000次觀看。這類影片通常展示佩里一邊進食大量食物，一邊與觀眾互動，影片中還時常出現他肩膀上的寵物鸚鵡。
2018年，佩里登上喜劇中心的節目《Tosh.0》。除了YouTube外，他還活躍於多個社群媒體平台，包括Cameo、TikTok、Twitter、Facebook、Instagram、Patreon以及OnlyFans。在這些平台上，佩里利用他的誇張表現和個人化內容，進一步擴展了他的影響力。
尼古拉斯·佩里在網路上以誇張的戲劇性表現而聞名，包括暴飲暴食和情感爆發而引發爭議，他自己曾承認自己經歷過因飲食不佳引發的躁狂發作，並將這些低潮時刻作為影片內容吸引觀眾的注意。在2021年接受《MEL Magazine》採訪時透露，許多他與其他網紅的網路衝突都是為事業利益而精心策劃的。他解釋道，自己在表演藝術領域的教育背景讓他擅長扮演網路中的「反派」角色。

## 個人生活
由於佩里近年來體重迅速增加，許多粉絲和YouTuber都對他的健康表示擔憂。在2019年的一次採訪中，佩里表示，他只計劃再製作「吃播」影片「幾年時間」，並承認「這非常不健康」。 佩里上傳的許多影片中，其情緒波動的反應也令觀眾對他的心理健康狀況產生質疑。
2019年，佩里在接受《Men's Health》雜誌採訪時透露，由於暴飲暴食，他患上了勃起功能障碍和性慾減退。2021年9月18日，他聲稱在數月「過度、猛烈咳嗽」後，他的肋骨出現骨折。同年，他告訴觀眾自己被認定為殘疾，並乘坐代步車出行。
2024年9月，佩里上傳了一段名為「Two Steps Ahead」的影片，他在兩年的時間內已減重約250磅(約110公斤)，並且揭露了其實近兩年的影片是早就錄製好的，因此從當時的沒隔幾天一部影片，變成每幾個月一部影片，在這期裡，佩里也揭露了這些影片只是一個社會實驗。

## 爭議
2019年12月，吃播主Stephanie Soo指控佩里通過給他發短信和在她家中拍照來騷擾她。佩里隨後發布了一段影片反駁對方說法，視頻中展示了他拍攝的照片，並辯稱Soo完全知情。他還展示了他們的私訊對話，表示Soo曾放他鴿子，未參加他們約定的合作。
曾與佩里和Soo合作過的大胃王Zach Choi後來表示，他已聘請律師處理佩里的言論，但最終並未採取任何法律行動。佩里後來表示，他和Soo假裝爭吵是為了讓彼此的事業受益。

## 外部連結
- YouTube上的尼科卡多·酪梨頻道